# Lola Darling
Lola Darling (She's Gotta Have It) è un film del 1986, scritto, diretto e interpretato da Spike Lee.
Considerato il vero lungometraggio d'esordio del regista statunitense, in quanto Joe's Bed-Stuy Barbershop: We Cut Heads fu concepito come saggio di laurea, venne presentato nella Quinzaine des Réalisateurs al 39º Festival di Cannes, vincendo il "Prix de la Jeunesse" e rivelando il talento di Spike Lee. Il personaggio di Mars Blackmon, interpretato dallo stesso regista, è divenuto un'icona, grazie ai successivi spot diretti sempre da Lee.
Il titolo originale del film, She's Gotta Have It, fece parlare molto i critici afroamericani: il termine gotta, infatti è tipico dello slang degli afroamericani di Brooklyn. Il termine esatto è She must have it, o She's got to have it. Il titolo originale ammicca probabilmente al pubblico dei film erotici: have it significa "deve averlo" e lo stesso Spike Lee ha dichiarato, riguardo al film, che "Per prima cosa mi venne in mente il titolo: She's Gotta Have It. La gente si sarebbe chiesta: che cosa deve avere lei? E per scoprirlo sarebbe andata al cinema". Il nome della protagonista varia da Nola a Lola nella versione italiana.
Del film esistono due versioni: la versione originaria, della durata di novanta minuti, che si vide solo al Festival di Cannes, e quella rimontata, che dura ottantuno minuti. Nel 2017 è stata realizzata una serie televisiva basata sul film, creata e diretta dallo stesso Spike Lee. Nel 2019 è stato scelto per la conservazione nel National Film Registry della Biblioteca del Congresso degli Stati Uniti.

## Trama
Lola Darling è una giovane artista afroamericana che lavora nel campo della pubblicità. Lola vive da sola, a Brooklyn, e ha delle relazioni sessuali e sentimentali con tre uomini. Questi uomini sono molto diversi tra di loro: Jamie Overstreet ha trent'anni e si presenta come un uomo perbene, con frequenti tirate moralistiche. Dice continuamente a Lola che non può avere più relazioni amorose contemporaneamente, ma nello stesso momento lui ha un'altra donna. Mars Blackmon è un giovane disoccupato e immaturo. Tenta di andare a vivere con Lola, per essere mantenuto, più che per amore. Lei, comunque, lo vizia e lo coccola. Greer Childs è un modello di successo con il mito della bellezza. Greer è un buppie, ossia un black yuppie, un giovane afroamericano con il mito della carriera e dell'affermazione, e fa un po' di confusione riguardo al colore della sua pelle. Chiama continuamente gli altri afroamericani negri.
Nonostante abbia questi tre amanti, Lola non riesce a trovare tutto quello di cui ha bisogno. Per cercare di farla uscire da questa situazione, Greer la manda da uno psicoanalista, per curarla dal suo eccessivo bisogno di sesso. Lo psicoanalista dichiara che Lola è perfettamente sana, allora Greer la ricatta, offrendole una vacanza con lui. Se rifiuta la lascerà. Per il compleanno di Lola, Jamie le regala alcune poesie, e organizza un balletto eseguito in un parco pubblico. La ballerina è la sua amante, ma Jamie non osa dirlo. Lola entra in crisi, e cerca conforto nella sua amica Opal Gilstrap, che le consiglia di rinunciare ai tre uomini, e di provare un'esperienza lesbica con lei. Lola sembra tentata e incuriosita, ma alla fine rifiuta.
Il giorno del Ringraziamento Lola invita i suoi tre amanti a casa sua. Dopo un'accesa discussione, in cui i tre cercano di dividersi equamente la vita di Lola, Jamie la pone di fronte a una scelta definitiva. Lola, dopo un rifiuto, decide di allontanare Mars e Greer. Il primo reagisce alla sua maniera, cercando ancora una volta di farla ridere e di giocare. Greer, invece, reagisce male. Alla fine quindi Lola sceglie Jamie, lo raggiunge e gli dice di amare soltanto lui. Contemporaneamente gli comunica di aver bisogno di un periodo di astinenza sessuale.

## Produzione
L'idea del film venne a Spike Lee dopo il fallimento di The Messenger, storia di una famiglia interrazziale, dai risvolti autobiografici, che non si realizzò. Insieme all'amico Monty Ross, Lee cercò dei contributi tra gli amici, con la promessa che il denaro non sarebbe stato a fondo perduto, bensì un investimento. «Volevo fare un film per cui io stesso avrei pagato sei milioni di dollari per andarlo a vedere. Per prima cosa mi venne in mente il titolo: She's Gotta Have It. La gente si sarebbe chiesta: che cosa deve avere lei? E per scoprirlo sarebbe andata al cinema».
Come prima cosa, Lee chiese a una sua compagna di college di aiutarlo a stendere un questionario da sottoporre alle sue amiche. Il questionario conteneva domande sulla sessualità femminile. Ottenute le risposte, Lee iniziò a organizzare il film. Il budget era di 165.000 dollari, 4.000 provenienti dalla nonna materna di Lee, Zimmie Shelton.
Il film fu distribuito dalla Island Pictures, che però aveva posto come condizione il taglio di tre scene. Per due di queste, incluso il finale nel quale Lola dichiara a Opal che non avrebbe rinunciato mai ai maschi neri, Lee accettò senza problemi. Per la terza scena, quella dello stupro subito da Lola, Lee fu irremovibile, e a quel punto la Island dovette cedere e ritirare la richiesta. Comunque Spike Lee ha dichiarato nella sua autobiografia che oggi girerebbe diversamente quella scena: «Di tutti i miei film, la scena dello stupro in Lola Darling è sicuramente la prima che farei diversamente. Non sono riuscito a mostrare cosa sia la violenza sessuale. Ero troppo immaturo».
Prima dell'uscita del film, si doveva superare l'ostacolo della MPAA, l'organo della censura statunitense. La MPAA si impuntò soprattutto sulle scene di sesso, in particolare la lunga scena di sesso tra Lola e Greer. Per questa scena pare che in un breve fotogramma si vedesse un pene. Comunque Barry Brown, che nel film è accreditato come tecnico del suono, ma che ha dato anche una mano a Lee al montaggio, ha affermato che in nessuna inquadratura si vedeva un pene. Senza l'autorizzazione della MPAA il film rischiava di uscire nelle sale statunitensi con una "X", cioè il divieto assoluto ai minori, data per la maggior parte a film pornografici. Dato che la MPAA tentennava, il film uscì senza aver ottenuto formalmente una classificazione dalla censura. Sulla locandina, però, fu scritto che il film era "R-Rated", vale a dire il divieto ai minori di 17 anni non accompagnati. Questo provocò la reazione della MPAA, che minacciò di querelare la Island Pictures per violazione del copyright, se non avessero tagliato metà della scena di sesso. Lee quindi telefonò a Barry Brown, per tagliare la scena. Il film era già stato proiettato due volte senza tagli, quindi Lee e Brown tagliarono la scena direttamente in sala proiezione. Alla fine il film ebbe la "R".

### Cast
Per la parte di Lola, Lee aveva subito pensato a Tracy Camilla Johns, che aveva conosciuto quando l'attrice aveva risposto a un suo annuncio sulla rivista Backstage.
Per il ruolo di Jamie, Lee scritturò Tommy Redmond Hicks, che aveva interpretato il saggio di laurea di Lee, Joe's Bed-Stuy Barbershop: We Cut Heads, girato nel 1983.
Per quanto riguarda Greer, Lee scrisse il ruolo quando incontrò John Canada Terrel: «Il personaggio si basava sostanzialmente su John. Lui era proprio come Greer. In breve uno stronzetto», sostenne il regista.
Il ruolo di Mars fu interpretato dal regista, dopo aver preso in considerazione per un attimo Giancarlo Esposito, già previsto nel cast dell'irrealizzato The Messenger. Esposito lavorerà in seguito con Spike Lee, in film come Aule turbolente e Fa' la cosa giusta. Lee scelse il ruolo di Mars anche perché esso era autobiografico, infatti Mars adora il basket, la musica, la moda hip hop ed è fortemente politicizzato. Mars divenne in seguito il protagonista di una serie di spot pubblicitari, diretti da Spike Lee per la Nike, alcuni dei quali interpretati da Michael Jordan
Per ridurre i costi, Lee offrì alcuni ruoli ad amici e parenti: alla sorella Joie diede la parte della migliore amica di Lola, Clorinda. Il padre, Bill, interpretò il ruolo del padre di Lola e compose la colonna sonora.

### Riprese
Le riprese del film iniziarono 5 luglio 1985, e durarono appena 12 giorni. Le location furono Brooklyn e New York.
Le fotografie che si vedono all'inizio del film furono scattate da David Lee, fratello di Spike. L'idea di inserire le fotografie nel film venne al regista dopo aver visto Koyaanisqatsi, diretto da Godfrey Reggio nel 1983. Lee rimase molto colpito dal modo in cui il film raccontava una storia senza dialoghi, e decise di aprire il suo film con le fotografie scattate dal fratello.

### Accoglienza
Lola Darling uscì negli Stati Uniti il 15 agosto 1986. Incassò 7.137.502 $, nei soli Stati Uniti.
Il pubblico afroamericano, soprattutto quello femminile, reagì con entusiasmo, poiché il film parlava delle loro vite, in maniera diversa dagli stereotipi hollywoodiani. Va ricordato che, fino a quel momento, un film statunitense che narrava di una donna afroamericana indipendente e forte si era visto solo nel genere blaxploitation e ne Il colore viola, diretto da Steven Spielberg nel 1985, dove la protagonista è una donna afroamericana, interpretata da Whoopi Goldberg.

### Critiche
I critici cinematografici accolsero il film con alcune riserve. Il New York Times criticò l'effetto visivo, ma per la trama ebbe parole di lode: «Escludendo che non è stata data la giusta attenzione agli aspetti visivi, la vicenda ha qualcosa di classico». Inoltre definì Spike Lee «il Woody Allen nero».
Il Washington Post sostenne invece che Lola Darling era un buon film, ma inadatto al circuito commerciale.
Altri critici accusarono Lee di aver proposto un personaggio femminile superficiale. Ma il regista rispose così: «Lola Darling non avrebbe mai potuto rappresentare tutte le donne afroamericane. Era solo un individuo, una donna in particolare».
L'unica scena a colori del film, quella in cui Jamie porta Lola al parco e le mostra un balletto organizzato apposta per lei, fu molto criticata. I critici non giudicarono la fotografia all'altezza del resto del film.
Il regista rimase sorpreso quando, la sera della prima, proiettò il film presso l'Università di New York e tutti risero. «La cosa mi spiazzò molto, perché non credevo di aver fatto un film per cui la gente dovesse ridere così tanto».

## Ispirazioni
Lee decise di girare il film in bianco e nero (tranne la breve sequenza del balletto) dopo aver visto più volte Toro scatenato, diretto da Martin Scorsese nel 1980. L'idea fu del direttore della fotografia Ernest Dickerson.
Tra le ispirazioni avute per il film Lee ha dichiarato anche Fino all'ultimo respiro, diretto da Jean-Luc Godard nel 1959, Stranger than Paradise, diretto da Jim Jarmusch nel 1980 e soprattutto Rashomon, diretto da Akira Kurosawa nel 1950, per i personaggi che si rivolgono direttamente alla macchina da presa ed esprimono le proprie opinioni e il loro punto di vista su Lola.

## Collegamenti ad altre pellicole
- La sequenza del balletto al parco, l'unica a colori, che dura esattamente quattro minuti e mezzo, il tempo della durata del tema musicale scritto da Bill Lee, è ispirata a Il mago di Oz, diretto da Victor Fleming nel 1939: inizia infatti con Lola che batte i tacchi, proprio come Dorothy.
- La sequenza accelerata di sesso tra Lola e Greer rimanda all'analoga sequenza presente in Arancia meccanica, diretto da Stanley Kubrick nel 1971.
- In Girl 6 - Sesso in linea, diretto da Spike Lee nel 1996, Theresa Randle, all'inizio del film, recita lo stesso monologo che fa Lola alla fine di Lola Darling.

## Slogan promozionali
- «A Seriously Sexy Comedy»
«Una seria commedia sexy».